# Åsarps distrikt
Åsarps distrikt är ett distrikt i Falköpings kommun och Västra Götalands län.
Distriktet ligger söder om Falköping.

## Tidigare administrativ tillhörighet
Distriktet inrättades 2016 och utgörs av socknarna Fivlered, Solberga, Smula och Norra Åsarp i Falköpings kommun.
Området motsvarar den omfattning Åsarps församling hade 1999/2000 och fick 1998 när socknarnas församlingar gick samman.